# Danh sách đĩa nhạc của Chen
Danh sách đĩa nhạc của ca sĩ Hàn Quốc Chen bao gồm 2 mini-album, 8 đĩa đơn, 1 đĩa đơn quảng bá và 9 bài hát nhạc phim.

## Mini-album
| Tên                                                                                       | Thông tin chi tiết                                                                                            | Thứ hạng cao nhất | Thứ hạng cao nhất | Thứ hạng cao nhất | Thứ hạng cao nhất | Thứ hạng cao nhất | Thứ hạng cao nhất | Thứ hạng cao nhất | Thứ hạng cao nhất | Doanh số                                           |
| Tên                                                                                       | Thông tin chi tiết                                                                                            | HQ                | Pháp Dig.         | NB                | NB Hot            | Anh Dig.          | Mỹ Heat           | Mỹ Indie          | Mỹ World          | Doanh số                                           |
| ----------------------------------------------------------------------------------------- | --- | ----------------- | ----------------- | ----------------- | ----------------- | ----------------- | ----------------- | ----------------- | ----------------- | -------------------------------------------------- |
| April, and a Flower                                                                       | - Ngày phát hành: 1 tháng 4 năm 2019 (HQ) - Hãng đĩa: SM Entertainment - Định dạng: CD, nhạc số, stream, SMC  | 2                 | 33                | 51                | 34                | 92                | 7                 | 33                | 3                 | - HQ: 212.252 - TQ: 94.709 - NB: 3.220 - Mỹ: 1.000 |
| Dear My Dear                                                                              | - Ngày phát hành: 1 tháng 10 năm 2019 (HQ) - Hãng đĩa: SM Entertainment - Định dạng: CD, nhạc số, stream, SMC | 1                 | 45                | 36                | 31                | —                 | —                 | —                 | 7                 | - HQ: 169.570 - TQ: 52.388 - NB: 1.902 (Phy.)      |
| "—" cho biết album không lọt vào bảng xếp hạng hoặc không được phát hành tại khu vực này. | |                   |                   |                   |                   |                   |                   |                   |                   |                                                    |

## Đĩa đơn

### Vơi tư cách ca sĩ chính
| Bài hát                                           | Năm  | Thứ hạng cao nhất | Thứ hạng cao nhất | Album               |
| Bài hát                                           | Năm  | HQ Gaon           | HQ Hot 100        | Album               |
| ------------------------------------------------- | ---- | ----------------- | ----------------- | ------------------- |
| "Beautiful Goodbye" (사월이 지나면 우리 헤어져요) | 2019 | 4                 | 2                 | April, and a Flower |
| "Shall We?" (우리 어떻게 할까요?)                 | 2019 | 12                | 14                | Dear My Dear        |

### Đĩa đơn cộng tác
| Bài hát                                                                                     | Năm  | Thứ hạng cao nhất | Thứ hạng cao nhất | Thứ hạng cao nhất | Doanh số (tải về) | Album                         |
| Bài hát                                                                                     | Năm  | HQ Gaon           | HQ Hot 100        | Mỹ World          | Doanh số (tải về) | Album                         |
| ------------------------------------------------------------------------------------------- | ---- | ----------------- | ----------------- | ----------------- | ----------------- | ----------------------------- |
| "Lil' Something" (với Heize)                                                                | 2016 | 12                | —                 | 17                | - HQ: 402.402+    | SM Station                    |
| "Years" (với Alesso)                                                                        | 2016 | —                 | —                 | 20                | - HQ:21.727+      | SM Station                    |
| "Nosedive" (với Dynamic Duo)                                                                | 2017 | 2                 | —                 | —                 | - HQ: 710.882     | Mixxxture Project Vol.1       |
| "Bye Babe" (với 10cm)                                                                       | 2017 | 28                | —                 | 24                | - HQ: 106.108+    | S.M. Station Season 2         |
| "You" (혼자) (với Dynamic Duo)                                                              | 2020 | 105               | —                 | —                 | —                 | Đĩa đơn không nằm trong album |
| "—" cho biết bài hát không lọt vào bảng xếp hạng hoặc không được phát hành tại khu vực này. |      |                   |                   |                   |                   |                               |

### Bài hát nhạc phim
| Bài hát                                                                                     | Năm  | Thứ hạng cao nhất | Thứ hạng cao nhất | Thứ hạng cao nhất | Doanh số (tải về) | Album                               |
| Bài hát                                                                                     | Năm  | HQ Gaon           | HQ Hot 100        | Mỹ World          | Doanh số (tải về) | Album                               |
| ------------------------------------------------------------------------------------------- | ---- | ----------------- | ----------------- | ----------------- | ----------------- | ----------------------------------- |
| "The Best Luck"                                                                             | 2014 | 9                 | 8                 | —                 | - HQ: 830.170     | It's Okay, That's Love OST          |
| "Everytime" (với Punch)                                                                     | 2016 | 1                 | —                 | —                 | - HQ: 1.102.305   | Descendants of the Sun OST          |
| "Beautiful Accident" (với Suho)                                                             | 2016 | —                 | —                 | 4                 | —                 | Beautiful Accident OST              |
| "For You" (với Baekhyun và Xiumin)                                                          | 2016 | 5                 | —                 | —                 | - HQ: 364.124     | Moon Lovers: Scarlet Heart Ryeo OST |
| "I'm Not Okay"                                                                              | 2017 | 21                | —                 | 28                | - HQ: 109,044     | 9 người mất tích OST                |
| "Cherry Blossom Love Song" (벚꽃연가)                                                       | 2018 | 21                | —                 | 26                | —                 | 100 Days My Prince OST              |
| "Make It Count"                                                                             | 2019 | 75                | 74                | —                 | —                 | Touch Your Heart OST Part 1         |
| "Rainfall"                                                                                  | 2019 | —                 | —                 | —                 | —                 | Chief of Staff OST                  |
| "Beautiful" (아름다워)                                                                      | 2019 | TBA               | TBA               | TBA               | TBA               | Heart 4 U OST                       |
| "—" cho biết bài hát không lọt vào bảng xếp hạng hoặc không được phát hành tại khu vực này. |      |                   |                   |                   |                   |                                     |

## Bài hát lọt vào bảng xếp hạng khác
| Bài hát                                     | Năm  | Thứ hạng cao nhất | Thứ hạng cao nhất | Album               |
| Bài hát                                     | Năm  | HQ Gaon           | HQ Hot 100        | Album               |
| ------------------------------------------- | ---- | ----------------- | ----------------- | ------------------- |
| "Flower" (꽃)                               | 2019 | 47                | 16                | April, and a Flower |
| "Sorry Not Sorry" (하고 싶던 말)            | 2019 | 77                | 19                | April, and a Flower |
| "Love Words" (사랑의 말)                    | 2019 | 82                | 21                | April, and a Flower |
| "I'll Be There" (먼저 가 있을게)            | 2019 | 85                | 22                | April, and a Flower |
| "Portrait of You" (널 그리다)               | 2019 | 91                | 23                | April, and a Flower |
| "Hold You Tight" (널 안지 않을 수 있어야지) | 2019 | 74                | 46                | Dear My Dear        |
| "My Dear" (그대에게)                        | 2019 | 86                | 61                | Dear My Dear        |
| "Amaranth" (고운 그대는 시들지 않으리)      | 2019 | 90                | 62                | Dear My Dear        |
| "You Never Know" (그댄 모르죠)              | 2019 | 94                | 65                | Dear My Dear        |
| "Good Night" (잘 자요)                      | 2019 | 98                | 69                | Dear My Dear        |